# Montpollin
Montpollin is een voormalige gemeente in het Franse departement Maine-et-Loire in de regio Pays de la Loire en telt 154 inwoners (2004). De plaats maakt deel uit van het arrondissement Saumur.

## Geschiedenis
Tot 1 januari 2013 was Montpollin een zelfstandige gemeente. Op die datum werd het samen met Le Vieil-Baugé en Pontigné en Saint-Martin-d'Arcé bij de gemeente Baugé gevoegd. De nieuwe fusiegemeente kreeg de naam Baugé-en-Anjou.

## Geografie
De oppervlakte van Montpollin bedraagt 4,4 km², de bevolkingsdichtheid is 35,0 inwoners per km².
De onderstaande kaart toont de ligging van Montpollin met de belangrijkste infrastructuur en aangrenzende gemeenten.

## Demografie
Onderstaande figuur toont het verloop van het inwonertal.
Baugé · Bocé · Chartrené · Cheviré-le-Rouge · Clefs · Cuon · Échemiré · Fougeré · Le Guédeniau · Montpollin · Pontigné · Saint-Martin-d'Arcé · Saint-Quentin-lès-Beaurepaire · Vaulandry · Le Vieil-Baugé